# 橫山正幸
橫山正幸（日语： Yokoyama Masayuki，1892年3月15日—1978年2月21日），茨城縣人，日本外交官。

## 生平
橫山正幸1892年3月15日出生，茨城縣人，是商人橫山孫一郎的長子。
1936年，出任日本驻埃及公使。1940年，任日本駐西班牙公使。
1941年9月至1942年6月，任法屬印度支那資源調查團長。1941年11月，任日本駐法屬印度支那特派大使府經濟顧問。
1943年，任河內日本文化會館館長。
1946年6月，歸國。1947年至1953年，任駐日美軍顧問格蘭特高地住宅區域管理事務所長。
1978年2月21日，橫山正幸逝世。

## 外部鏈接
- Mémoires personnelles（页面存档备份，存于）